# ميكي وارد
ميكي وارد (بالإنجليزية: Micky Ward)‏ مواليد 4 أكتوبر 1965 في ماساتشوستس، الولايات المتحدة، هو ملاكم محترف أمريكي سابق صنّف ضمن فئة وزن خفيف الوسط بدأ مسيرته الاحترافية سنة 1985 واستمرت إلى سنة 2003.

## إحصائيات
خاض خلال مسيرته 51 نزالا، فاز في 38 وخسر في 13. فاز بالضربة القاضية في 28 نزالا.

## وصلات خارجية
- ميكي وارد على موقع بوكس ريك (الإنجليزية) (registration required)

- الموقع الرسمي